# Liste der Biografien/Luv
Liste der Biografien |
Portal Biografien |
Personensuche
# |
A |
B |
C |
D |
E |
F |
G |
H |
I |
J |
K |
L |
M |
N |
O |
P |
Q |
R |
S |
T |
U |
V |
W |
X |
Y |
Z |
?
 
La |
Lb |
Lc |
Le |
Lg |
Lh |
Li |
Lj |
Ll |
Lm |
Lo |
Lp |
Lt |
Lu |
Lv |
Lw |
Lx |
Ly |
Lz
 
Lua |
Lub |
Luc |
Lud |
Lue |
Luf |
Lug |
Luh |
Lui |
Luj |
Luk |
Lul |
Lum |
Lun |
Luo |
Lup |
Luq |
Lur |
Lus |
Lut |
Luu |
Luv |
Luw |
Lux |
Luy |
Luz
Die Liste der Biografien führt alle Personen auf, die in der deutschsprachigen Wikipedia einen Artikel haben. Dieses ist eine Teilliste mit 15 Einträgen von Personen, deren Namen mit den Buchstaben „Luv“ beginnt.

## Luv
- Luv, Bunny (* 1979), US-amerikanische Pornodarstellerin und Regisseurin
- Luv, Helly (* 1988), iranisch-kurdische Sängerin
- Luv, Marie (* 1981), US-amerikanische Pornodarstellerin und FotomodellMarie Luv (* 1981)

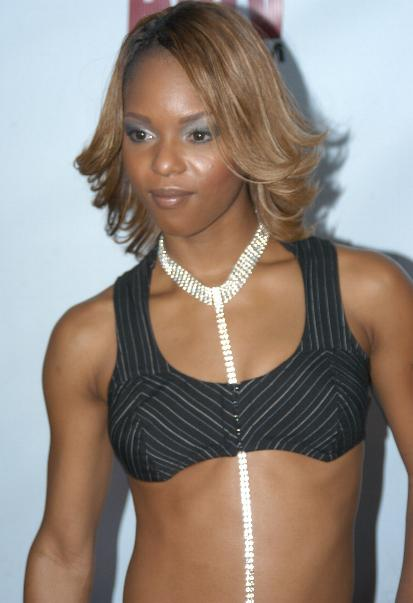
Marie Luv (* 1981)

### Luva
- Luvaas, Jay (1927–2009), US-amerikanischer Militärhistoriker
- LuValle, James (1912–1993), US-amerikanischer Sprinter und Chemiker
- Luvana, Carmen (* 1981), US-amerikanische Pornodarstellerin
- Luvannor, Henrique (* 1990), brasilianisch-moldauischer Fußballspieler

### Luve
- Luveni, Jiko (1946–2018), fidschianische Politikerin

### Luvi
- Luvindao, Esperance (* 1994), namibische Ministerin und Lehrerin
- Luvini, Ambrogio (1767–1839), Schweizer Offizier, Politiker, Tessiner Grossrat und Staatsrat
- Luvini, Giacomo (1795–1862), Schweizer Offizier, Politiker, Tessiner Grossrat, Staatsrat und Ständerat

### Luvr
- Luvre47, deutscher Rapper

### Luvs
- Luvsangombo, Sonomyn (* 1924), mongolischer Politiker

### Luvu
- Luvualu, Sergio (* 1984), Schweizer Popsänger

### Luvv
- Luvv, Sara (* 1993), US-amerikanische Pornodarstellerin